# Paläovirologie
Die Paläovirologie erforscht Viren, die in der Vergangenheit existiert haben, aber heutzutage ausgestorben sind. Da fossile Ablagerungen von Viren nur unter experimentellen Bedingungen erzeugt und festgestellt werden konnten, versteht man unter „fossilen Viren“ indirekte Nachweise, wie zum Beispiel
- Überbleibsel von Retroviren, die vom Wirtsorganismus bis in die heutige Zeit vererbt wurden;
- Belege für Selektionsdruck, der von ausgestorbenen Viren verursacht wurde;
- und Gene, die von Viren stammen und von Wirtsorganismen für ihre eigenen Zwecke adoptiert wurden. Ein Beispiel dafür ist das Syncytin-Gen, welches von einem Retrovirus stammt und in der Entwicklung der Plazenta eine Rolle spielt.

## Wiederauferstehung ausgestorbener Viren
In verschiedenen Fällen gelang es, ausgestorbene Viren wiederzubeleben. Ein Beispiel ist das Riesenvirus Pithovirus sibericum, welches aus 30.000 Jahre altem Permafrost-Boden gewonnen werden konnte.

### Spanische Grippe
Das Grippevirus von 1918 führte zu einer Pandemie mit mehr als zwanzig Millionen Toten.
Johan Hultin, ein damaliger Doktorand der Universität Iowa, versuchte im Jahr 1951 ohne Erfolg, das Virus der Spanischen Grippe aus einer Probe zu isolieren, die einem 1918 in Brevig Mission (Alaska) bestatteten Inuit entnommen wurde. Im Jahr 1997 sorgte Jeffery Taubenberger mit seiner Arbeit „Initial Genetic Characterization of the 1918 Spanish Influenza Virus“ für einen Durchbruch. Ihm gelang es, neun Fragmente aus vier Genen des Grippevirus zu sequenzieren. Die Probe stammte aus dem Lungengewebe eines mit 21 Jahren verstorbenen Soldaten aus South Carolina. Auf diese Arbeit aufmerksam geworden, reiste Johan Hultin nochmals nach Alaska, um eine erneute Probe zu entnehmen. Die Virologen Taubenberger und Ann Reid bestätigten, nur wenige Tage nach Erhalt der Probe, die erfolgreiche Sequenzierung des Grippevirus von 1918. Die Medizingeografin Kirsty Duncan leitete 1998 ebenfalls eine Suche nach Überresten der Spanischen Grippe.
Die experimentelle Infektion von Javaneraffen mit dem rekonstruierten Grippevirus von 1918 musste vorzeitig beendet werden, da sämtliche Tiere einen Zytokinsturm erlitten und spätestens acht Tage nach der Infektion aufgrund der Symptome die Kriterien für die Einschläferung erreicht hatten. Die pathologischen Befunde ähnelten dabei sehr jenen der menschlichen Opfer von 1918.